# Liste des ports de Lyon
La liste des ports de Lyon recense les ports fluviaux de la ville de Lyon, en France, actuels et disparus, sur le Rhône et la Saône.

## Liste des ports

### Sur le Rhône

#### En rive droite
D'amont en aval, se situaient :
- le port de la Taconière, disparu ;
- le port de Rue-Neuve[1], à l'aplomb de l'actuelle rue Neuve dans le quartier des Cordeliers, disparu ;
- le port Vieux[2], dans le quartier des Cordeliers, disparu ;
- le port Charlet, à l'aplomb de l'actuelle rue Ferrandière dont l'ancien nom du fragment oriental donnant sur le Rhône était « rue du Port-Charlet » dans le quartier des Cordeliers, disparu ;
- le port de l'Hôtel-Dieu, dans le quartier de Bellecour, disparu.

#### En rive gauche
D'amont en aval, se situent ou situaient :
- le port au bois, sur l'actuel quai Victor-Augagneur à l'aplomb de l'actuelle rue Aimé-Collomb dont l'ancien nom était « rue du Port-au-Bois » dans le quartier de la Guillotière, disparu ;
- le port Édouard-Herriot, dans le quartier de Gerland.

### Sur la Saône

#### En rive droite
D'amont en aval, se situaient :
- la gare d'eau de Vaise dans le quartier de Vaise, construite dans les années 1830 et disparue à la fin des années 1960, dont le quai de la Gare-d'Eau garde le souvenir ;
- le port de l'Observance ou des « Deux-Amants », dans le quartier de Pierre-Scize, disparu ;
- le port Saint-Paul[1] dans le quartier de Saint-Paul, disparu ;
- le port Saint-Éloi[1], ou « Saint-Eloy » et plus tard « port de la Douane »[2] dans le quartier de Saint-Paul, disparu ;
- le port de la Baleine, côte ou coste de la Baleine, ou de la « Balleyne », dans le quartier Saint-Jean, disparu ;
- le port de Roanne[1] dans le quartier Saint-Jean, disparu ;
- le port de l'Archevêché, « port Saint-Jean »[2] ou port Saint-Jehan dans le quartier Saint-Jean, disparu ;
- le port du Sablet, Port Sablet, Port-Sablé, Port-Sabliz, port du Sabliz[1] ou simplement « le Sabliz »[2], dans le quartier Saint-Georges, disparu.

#### En rive gauche
D'amont en aval, se situent ou situaient :
- le port Saint-Vincent, sur l'actuel quai Saint-Vincent dans le quartier de Saint-Vincent, disparu ;
- le port des Augustins[1], sur l'actuel quai Saint-Vincent dans le quartier de Saint-Vincent, disparu ;
- le port Chalamont[1] ou Chalamon, sur l'actuel quai Saint-Antoine dans le quartier de Saint-Nizier, disparu ;
- le port du Temple[1], sur l'actuel quai Saint-Antoine dans le quartier des Célestins, disparu et dont la rue Port-du-Temple garde le souvenir ;
- le port de Rontalon, à l'aplomb du domaine de Rontalon au débouché oriental de l'actuel pont Bonaparte, disparu ;
- le port Saint-Michel, dans l'ancien quartier de Saint-Michel à l'aplomb du débouché de la rue Sainte-Hélène sur la Saône, disparu ;
- le port Rambaud, sur l'actuel quai Rambaud dans le quartier de la Confluence, disparu ;
- la gare d'eau de Perrache, dans quartier de la Confluence, disparue ;
- la place Nautique, halte fluviale dans le quartier de la Confluence.

### Non précisés
- le port Masson[3], disparu ;
- le port Neuf[4], disparu.